# Олентуй
Олентуй — посёлок в Карымском районе Забайкальского края России. Входит в состав сельского поселения «Маякинское».

## География
Посёлок находится в южной части района, в долине реки Олентуй (приток реки Ундурги), на расстоянии примерно 15 километров (по прямой) к югу от посёлка городского типа Карымское. Площадь населенного пункта составляет 0,907 км².
Климат
Климат характеризуется как резко континентальный, сухой. Средняя температура самого холодного месяца (января) составляет −24 — −28°С, температура самого тёплого (июля) — 16 — 18°С. Среднегодовое количество атмосферных осадков не превышает 350—400 мм.
Часовой пояс
Посёлок Олентуй находится в часовой зоне МСК+6. Смещение применяемого времени относительно UTC составляет +9:00.

## История
Основан в 1802 году.

## Население
| 2010 | 2021 |
| ---- | ---- |
| 352  | ↘315 |

Половой состав
По данным Всероссийской переписи населения 2010 года в гендерной структуре населения мужчины составляли 48,9 %, женщины — соответственно 51,1 %.
Национальный состав
Согласно результатам переписи 2002 года, в национальной структуре населения русские составляли 98 % из 392 чел.

## Улицы
Уличная сеть посёлка состоит из четырёх улиц:
- ул. Бугровая
- ул. Верхняя
- ул. Лесная
- ул. Луговая